# Дарко Марушич
Дарко Марушич Блаж (Луковица, код Домжале, 6. децембар 1919 — Локовец, 17. новембар 1943) био је учесник Народноослободилачке борбе и народни херој Југославије.

## Биографија
Рођен је 6. децембра 1919. године у Луковица, код Домжале, у близини Љубљане. Године 1921. његовог породица се преселила на Словеначко приморје, одакле су родом били његови родитељи. Борба за бољи живот одвела их је у печалбу у Бразил, али су се 1925. поново вратили у приморје, у Опатје Село, где је похађао основну школу. Ово место тада се налазило у саставу Краљевине Италије, а како је тадашњи фашистички режим Бенита Мусолинија све више вршио терор над Словенцима, његова породица се 1931. вратила у Краљевину Југославију и поново населила у Љубљани.
Дарко је са одличним успехом завршио Грађанску школу у Љубани, али пошто није имао средстава за даље школовање, отишао је на изучавање машинско-браварског заната. Потом се запослио у фабрици Унитас, где је се као млади радник упознао са револуционарним радничким покретом. Како је у фабрици постојала партијска организација тада илегалне Комунистичке партије, крајем 1938. постао је члан Савеза комунистичке омладине Југославије (СКОЈ).
Као активан омладинац, 1940. био је примљен у чланство Комунистичке партије Југославије (КПЈ). Учествовао је у свим партијским акцијама, а посебно у акцијама за одбрану земље, које су се одвијале непосредно пред почетак Другог светског рата у Југославији. Након Априлског рата и окупације земље, 1941. постао је секретар Рејонског комитета СКОЈ-а за Шишку и члан Окружног комитета СКОЈ-а за Љубљану. Као скојевски руководилац окупљао је младе антифашисте — студенте, ученике и шегрте и укључивао их организацију и давао им задатке. Организовао је прикупљање оружја и друге помоћи за партизане. Његовом заслугом омладина из села у околини Љубљане масовно се укључила у Народноослободилачки покрет (НОП), а велики број њих је у току лета 1941. отишао у партизане.
Упоредо са радом на окупљању омладине и помоћи за партизане, учествовао је у акцијама борбене групе, коју је основао у Шишки. Једна од најпознатијих акција, коју је извела ова група била је успешан напад на италијанску патролу јула 1941. у Љубљани. У јесен 1941. постао је секретар Окружног комитета КПЈ за Љубљану. Фебруара 1942. Централни комитет КП Словеније му је, као способном илегалцу и добром организатору, поверило специјални задатак да оде у Трст и тамо ради на организацији Народноослободилачког покрета међу словеначким становништвом. Овај задатак успешно је извршио створивши јаку омладинску организацију, која је дала велики број партизанских бораца.
Након хапшења Оскара Ковачича, преузео је дужности на организовању Ослободилачког фронта и Народноослободилачког покрета међу радницима у Трсту и Тржичу. Фебруара 1943. морао је да због полицијске потере да напусти Трст, па је тада политички и војно деловао у Словеначком приморју. Након капитулације Италије, септембра 1943. Централни комитет КП Словеније га је именовао за члана Покрајинског комитета КПС за Словеначко приморје, а Главни штаб НОВ и ПО Словеније му је поверио дужност заменика политичког комесара Приморске оперативне зоне. Био је секретар Повереништва Покрајинског комитета СКОЈ-а и секретар Покрајинског одбора Ослободилачког фронта за Словеначко приморје.
Почетком октобра 1943. био је постављен за политичког комесара Тридесет словеначке дивизије НОВЈ. Погинуо је 17. новембра 1943. у борби са немачком патролом код Локовеца.
Указом Президијума Народне скупштине ФНР Југославије, 14. децембра 1949. године, проглашен је за народног хероја.